# Maxus Mifa 9
Maxus MIFA 9 — це мінівен виробництва SAIC Maxus, який вийшов на китайський автомобільний ринок у листопаді 2021 року. MIFA 9 базується на тій же платформі, що й анонсований пізніше бензиновий мінівен Maxus G90.

## Огляд
Mifa 9 був представлений концептом Maxus Mifa, представленим на Auto Shanghai у квітні 2021 року, демонструючи концепт великого розкішного фургона з повністю електричним приводом.  Серійна модель під назвою Maxus Mifa 9 офіційно дебютувала в листопаді 2021 року на виставці Auto Guangzhou, будучи найбільшим і найрозкішнішим електромобілем бренду Maxus.
Візуально Mifa 9 виділяється масивним двоколірним фарбованим силуетом з правильною формою корпусу з повністю світлодіодним освітленням. Задні ліхтарі були прикрашені ліхтарями з трьома плечима, які домінували над кузовом як по ширині, так і по довжині. Розкішно облаштований пасажирський салон має місце для 6 окремих сидінь з повним набором регулювань. 
Виробництво та продажі Mifa 9 почалися одразу після листопадового дебюту на ринку материкового Китаю. Крім того, Maxus також планує розпочати продаж автомобіля на окремих ринках Західної Європи, включаючи Великобританію. 

### Технічні характеристики
Mifa 9 — це повністю електричний мінівен із потужністю 245 к.с. і 350 Нм. Літій-іонний акумулятор CATL ємністю 90 кВт/год забезпечує запас ходу близько 520 км. У 2023 році більший акумулятор забезпечить запас ходу 650 км. 

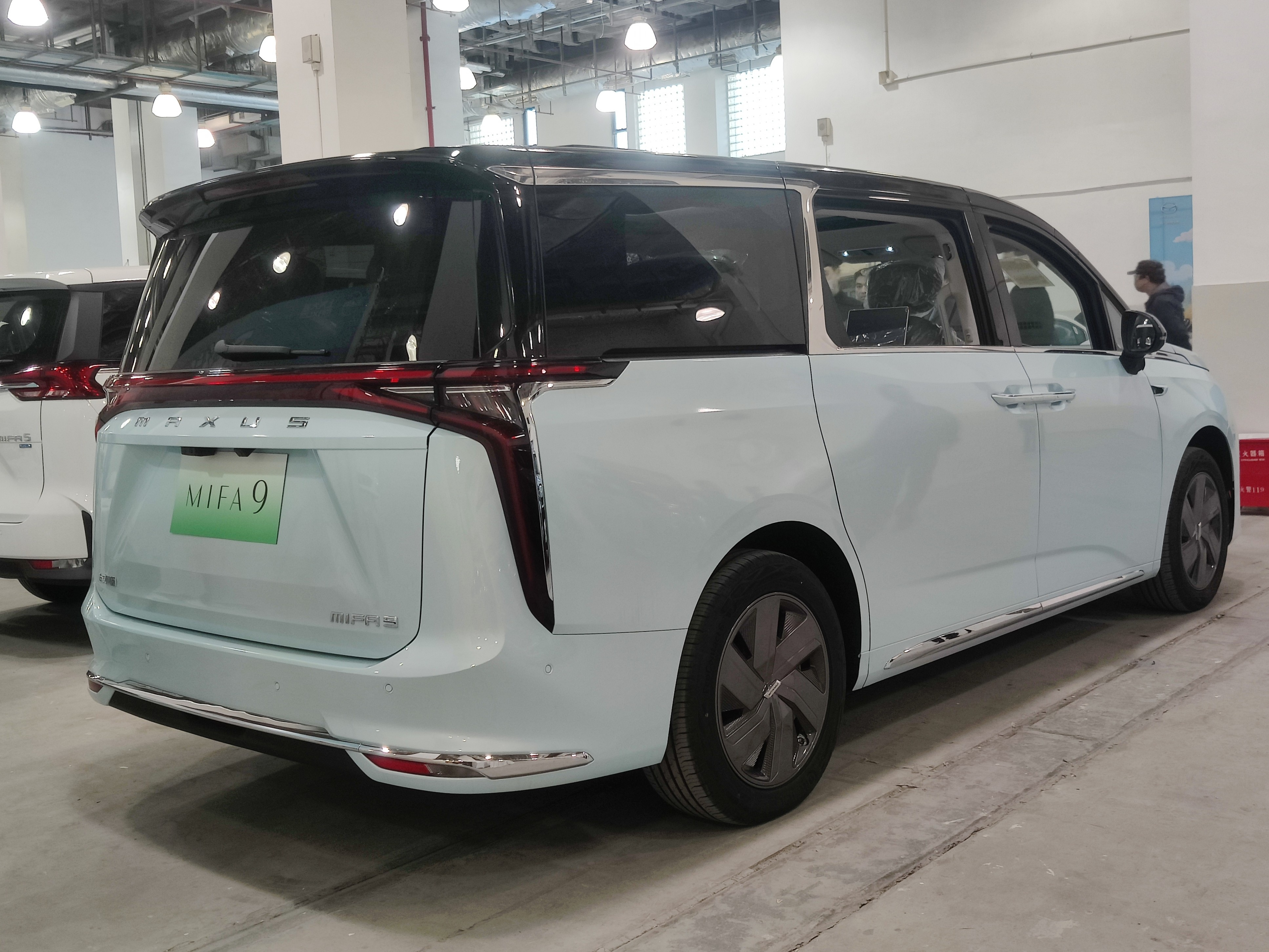
вид ззаду
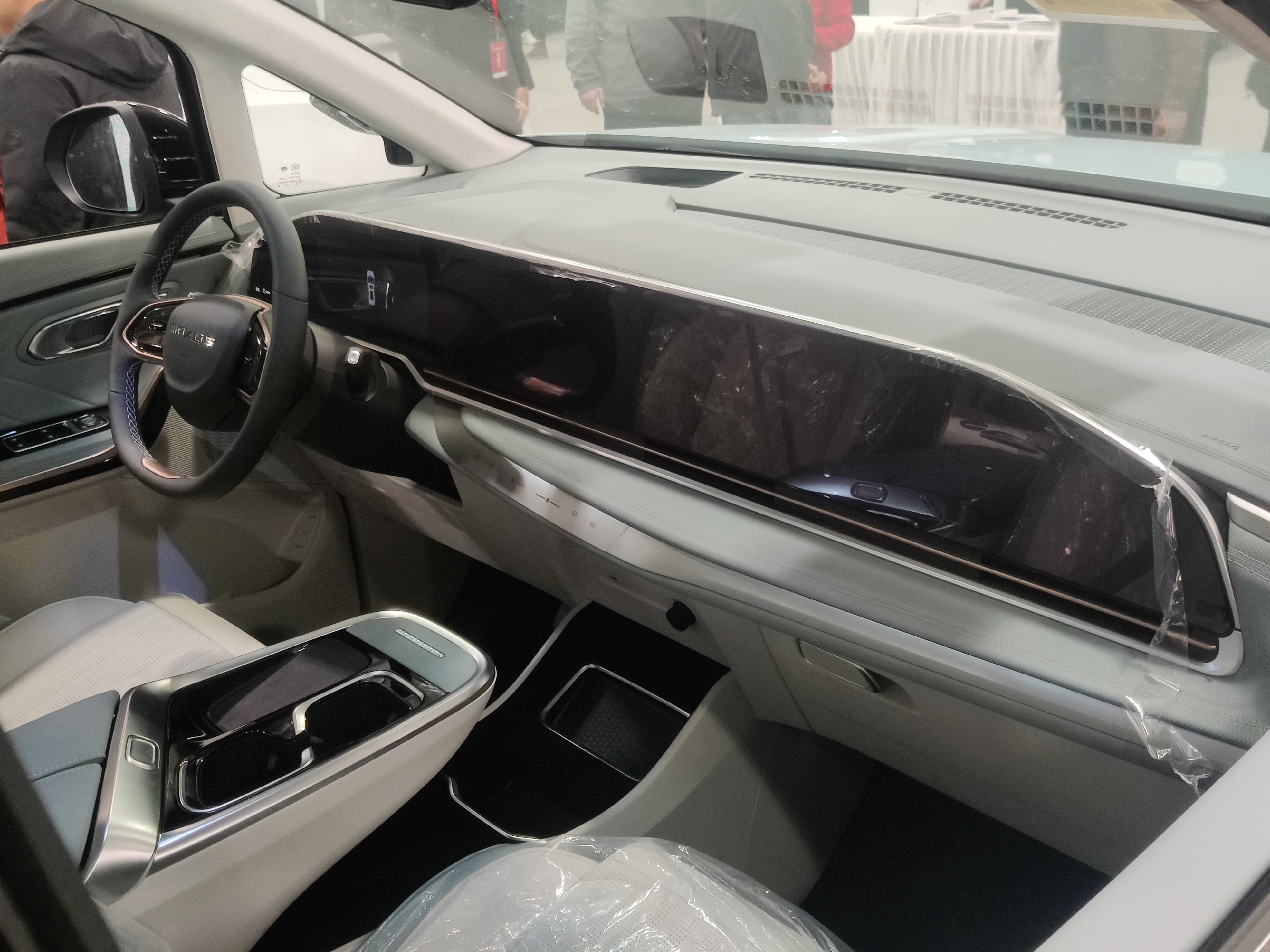
інтер’єр
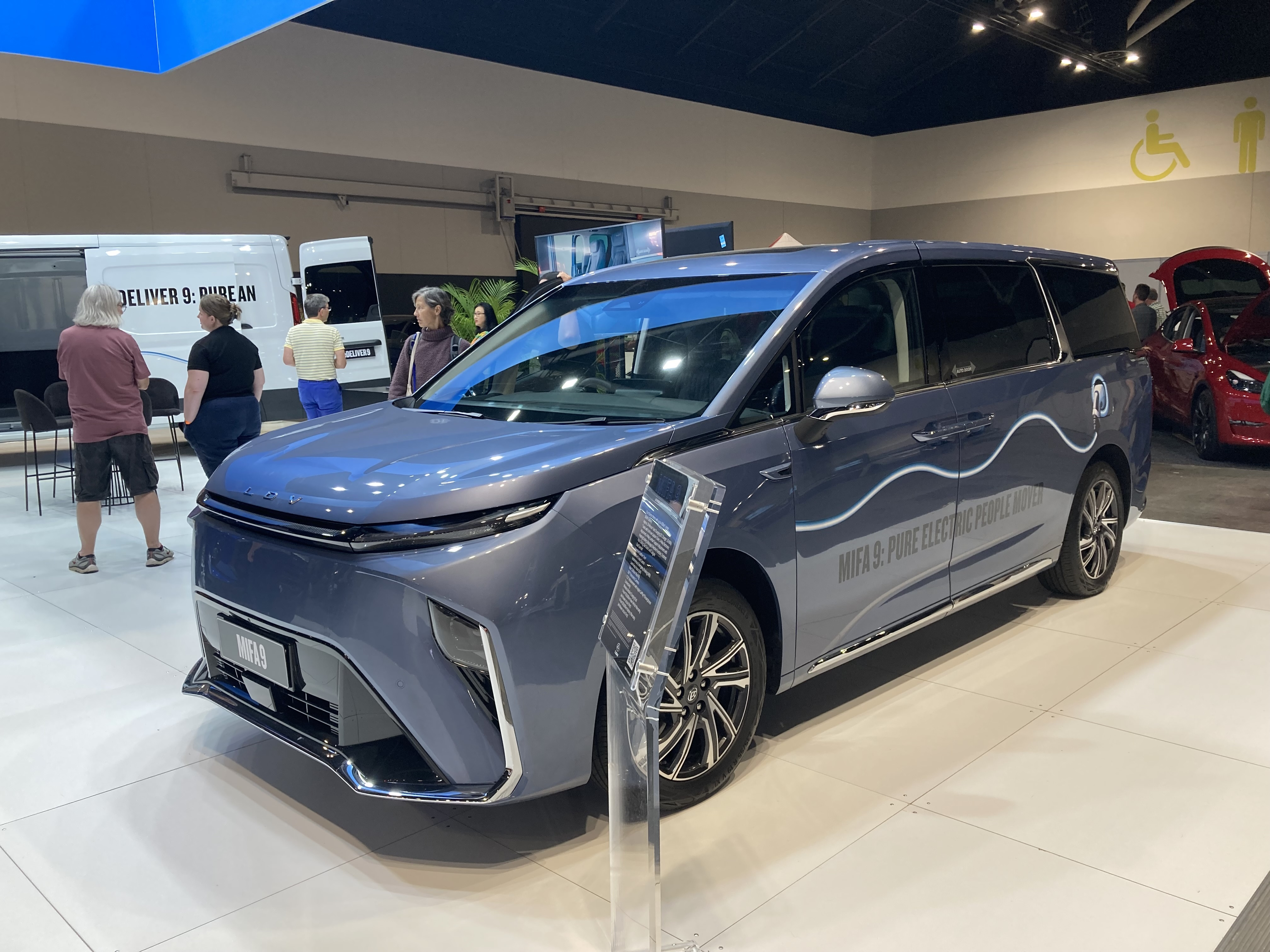
LDV Mifa 9 на виставці Fully Charged Australia у 2023 році
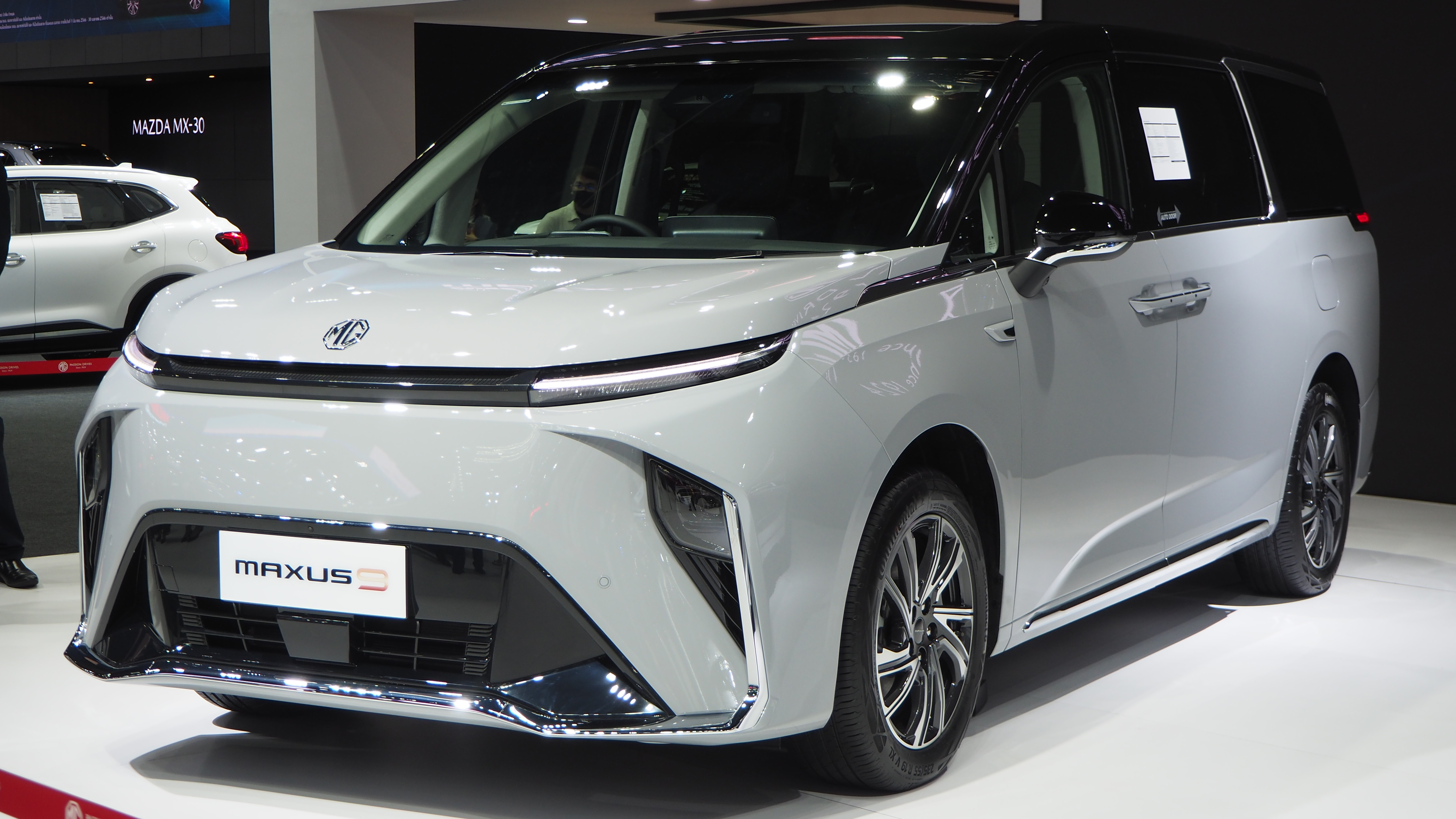
MG Maxus 9